# Шамсі Асадуллаєв
Шамсі Асадулла́єв (азерб. Şəmsi Əsədullayev; 1840 (або 1841), Амірджани — 21 квітня 1913, Ялта) — азербайджанський підприємець, нафтопромисловець.
У 1874 р. він заснував у Баку контору з видобутку нафти, а в 1893 р. збудував нафтопереробний завод, який оснастив новітнім обладнанням. До 1913 р. його особистий статок оцінювався в 10 млн російських рублів.
Шамсі Асадуллаєв був власником знаменитих фонтануючих свердловин, зображення яких стали візиткою бакинських нафтопромислів і численних поштівок.
Відомий як меценат. Виділив кошти на будівництво Бакинського реального училища (нині Азербайджанський державний економічний університет); заснував дві стипендії свого імені в найбільшому в Закавказзі Олександрівському Тифліському учительському інституті; подарував один зі своїх особняків у  Замоскворіччі московській мусульманській громаді (Будинок Асадуллаєва). Оплачував навчання кількох десятків талановитих молодих азербайджанців у  Німеччині,  Франції,  Варшаві,  Казані, Києві,  Москві,  Одесі, Петербурзі та Харкові (наприклад, в 1901 першим з азербайджанців закінчив  Петербурзький інститут цивільних інженерів архітектор Зівер-бек Ахмедбеков, який став автором багатьох архітектурних пам'яток Баку).

## Інтернет-ресурси
- Asadullayev mansion in Baku. Courtesy of Azerbaijan International. Summer 2004 [Архівовано 5 червня 2011 у Wayback Machine.]